# Silesis mutabilis
Silesis mutabilis là một loài bọ cánh cứng trong họ Elateridae. Loài này được Bates miêu tả khoa học năm 1866.